# Хадакристали
Хадакристали (рос. хадакристаллы, англ. chadacrysts, нім. Chadakristalle m pl) — при пойкілітовій структурі — дрібні кристали, що виступають як включення у великих кристалах (т. зв. ойкокристалах).
Хадакристали — це незакономірні, по-різному згасаючі дрібні вростки мінералу в більших зернах інших мінералів.
Назва — від грецьк. «хадео» — захоплюю, вміщаю.